# Tomáš Pospíchal
Tomáš Pospíchal   (Pudlov i Bohumín, 26 de juny de 1936 - Praga, 21 d'octubre de 2003) és un exfutbolista txec de la dècada de 1960.
Fou 26 cops internacional amb la selecció txecoslovaca amb la qual participà en la Copa del Món de Futbol de 1962.
Pel que fa a clubs, defensà els colors de TJ Vítkovice (1952-1955), Baník Ostrava (1957-1964), Sparta Praga (1964-1968) i FC Rouen (1968-1971).